# Aloe kilifiensis
Aloe kilifiensis ist eine Pflanzenart der Gattung der Aloen in der Unterfamilie der Affodillgewächse (Asphodeloideae). Das Artepitheton kilifiensis verweist auf das Vorkommen der Art bei Kilifi in Kenia.

## Beschreibung

### Vegetative Merkmale
Aloe kilifiensis wächst stammlos oder kurz stammbildend, ist einzeln oder sprossend und bildet dann kleine Gruppen. Ihre Triebe sind bis zu 30 Zentimeter lang. Die etwa 15 lanzettlichen verschmälerten Laubblätter bilden Rosetten. Die trübgrüne Blattspreite ist 27 Zentimeter lang und 7 Zentimeter breit. Auf ihr befinden sich in der Regel viele zerstreute, elliptische oder H-förmige, weiße Flecken. Die Blattoberfläche ist glatt, der Blattsaft gelb. Die braunen, hornigen Zähne am Blattrand sind 3 Millimeter lang und stehen 4 Millimeter voneinander entfernt.

### Blütenstände und Blüten
Der Blütenstand besteht aus vier bis sechs Zweigen und erreicht eine Länge von bis zu 57 Zentimeter. Die ziemlich kopfigen Trauben sind 8 Zentimeter lang und ebenso breit. Sie bestehen aus etwa 20 Blüten. Die dreieckigen Brakteen weisen eine Länge von 14 Millimeter auf und sind 6 Millimeter breit. Die tief weinroten Blüten stehen an 16 Millimeter langen Blütenstielen. Sie sind 30 Millimeter lang und an ihrer Basis gestutzt. Auf Höhe des Fruchtknotens weisen die Blüten einen Durchmesser von 10 Millimeter auf, darüber sind sie abrupt auf 6 Millimeter verengt und anschließend auf 9 Millimeter erweitert. Ihre Perigonblätter sind auf einer Länge von 11 Millimeter nicht miteinander verwachsen. Die Staubblätter und der Griffel ragen etwas aus der Blüte heraus.

## Systematik, Verbreitung und Gefährdung
Aloe kilifiensis ist in den Küstengebieten vom Südosten Kenias bis in den Nordosten von Tansania entlang der Küste auf Korallenfelsen und sandigen Böden im trockenen Buschwerk in Höhen von 3 bis 380 Metern verbreitet.
Die Erstbeschreibung durch Hugh Basil Christian wurde 1942 veröffentlicht.
Aloe kilifiensis wird in der Roten Liste gefährdeter Arten der IUCN als „Endangered (EN)“, d. h. stark gefährdet eingestuft.

## Nachweise